# Volcán Sotará
El volcán Sotará es un estratovolcán ubicado en la Cordillera Central, en el municipio de Sotará, departamento del Cauca, Colombia a una distancia de 37 km al sureste de Popayán y suroccidente del volcán Puracé. Tiene una elevación hasta la cima de 4420 m.s.n.m. El Sotará tiene tres calderas de 4,5, 2,5 y 1 km de diámetro las cuales le dan a la cima una forma irregular. No hay registro histórico de erupciones de este volcán, sin embargo presenta fumarolas y fuentes termales.
En algunas ocasiones se le puede ver cubierto de nieve en los meses de invierno. Desde el pasado 24 de junio de 2012 ha presentado síntomas de reactivación con numerosos sismos asociados a fracturamiento de roca.
Adicionalmente, el complejo volcánico cuenta con otros centros eruptivos, los cuales son los volcanes Cerro Azafatudo, Cerro Negro, Cerro Gordo y Sucubún.

## Geología
El volcán Sotará hace parte del Complejo Volcánico Sotará, corresponde a un estratovolcan de composición andesitíca-dacítica. Su evolución ha sido dividida en tres etapas principales (I,II,III), desarrolladas durante el Holoceno, posterior al último evento de glaciación. 

##### Etapa I:
Inicia con la actividad efusiva que dio origen a flujos de lava en bloques de la Unidad eruptiva el Triángulo, de forma casi sincronica se produce extrusión de varios domos pertenecientes a la unidad Domos Externos. Posteriormente colapsó y generó una avalancha de escombros que corresponde al depósito de Avalancha de escombros Los Pajonales. Del cono volcánico que se desarrolló durante esta etapa, se conservan algunos remanentes localizados al noroeste y sureste al rededor del centro eruptivo actual.

##### Etapa II:
Después de la destrucción del edificio volcánico inicial, se construyó el cono actual del Sotará mediante flujos de lava masivos que formaron las unidades eruptivas La Corona y La Línea. Aunque algunas dataciones Ar-Ar sugieren mayor antigüedad, su buena preservación morfológica indica una edad holocénica. Posteriormente, un colapso de flanco no magmático generó una avalancha de escombros y un lahar canalizado por el río Negro, formando la unidad DA-RN. Estos depósitos fueron cubiertos luego por flujos piroclásticos recientes, agrupados en la unidad UE-PDLS, definidos a partir de dataciones 14C y análisis estratigráfico 

##### Etapa III:
Durante la Etapa III del desarrollo del volcán Sotará, tras el colapso parcial del cono actual, se reactivó una fase eruptiva marcada por la formación y destrucción repetida de domos, con actividad principalmente vulcaniana. Esta dinámica generó potentes explosiones freáticas y freatomagmáticas, responsables de columnas eruptivas cuyo colapso originó flujos piroclásticos (CDPs) agrupados en la Unidad Eruptiva La Piedra-Llano de Sotará (UE-PDLS). Esta unidad fue redefinida mediante correlaciones estratigráficas y dataciones 14C, que evidencian dos periodos eruptivos entre ~3460 y ~2820 años A.P. Domos como el Domo Colada y los Domos Somitales, aunque con dataciones aparentes más antiguas, fueron reinterpretados como holocénicos por su excelente estado de preservación. Asociados a estos domos se identifican depósitos de caída de bloques, con fragmentos de hasta 5 metros de diámetro y espesores cercanos a los 10 m
| Unidades asociadas a las etapas evolutivas del Volcán | Unidades asociadas a las etapas evolutivas del Volcán | Unidades asociadas a las etapas evolutivas del Volcán | Unidades asociadas a las etapas evolutivas del Volcán |
| Etapa                                                 | Código                                                | Nombre de la Unidad                                   | Descripción                                           |
| ----------------------------------------------------- | ----------------------------------------------------- | ----------------------------------------------------- | ----------------------------------------------------- |
| Etapa 3                                               | UE–DC                                                 | Domo Central y Domo Colada                            | Domos                                                 |
|                                                       | UE–PD                                                 | La Piedra                                             | Corrientes de densidad piroclástica                   |
|                                                       | UE–LC                                                 | La Cima                                               | Corrientes de densidad piroclástica                   |
|                                                       | UE–LA                                                 | Las Amarillas                                         | Flujos de bloques y ceniza, y oleadas piroclásticas   |
|                                                       | UE–LD                                                 | Lavas de los Domos Somitales                          | Flujos de lava en bloques                             |
|                                                       | UE–DS                                                 | Domos Somitales                                       | 5 domos                                               |
| Etapa 2                                               | DA–RN                                                 | Depósito de Avalancha de Escombros y Lahar Río Negro  | Avalancha de escombros y lahar                        |
|                                                       | UE–LL                                                 | La Línea                                              | Flujos de lava en bloques                             |
|                                                       | UE–CO                                                 | La Corona                                             | Flujos de lava en bloques                             |
| Etapa 1                                               | UE–LV                                                 | Las Vegas                                             | Flujos de bloques y ceniza                            |
|                                                       | UE–LS                                                 | Llano de Sotará                                       | Corrientes de densidad piroclástica y lahar           |
|                                                       | UE–CU                                                 | La Cueva                                              | Flujos de pómez y líticos                             |
|                                                       | UE–LP                                                 | La Paila                                              | Flujos de bloques y ceniza                            |
|                                                       | UE–QC                                                 | Quilcacé                                              | Flujos de bloques y ceniza                            |
|                                                       | UE–PU                                                 | Pujuyacu                                              | Flujos de bloques y ceniza                            |
|                                                       | DA–PA                                                 | Depósito de Avalancha de Escombros Los Pajonales      | Avalancha de escombros                                |
|                                                       | UE–ET                                                 | El Triángulo                                          | Flujos de lava                                        |
|                                                       | UE–DE                                                 | Domos Externos                                        | Domos                                                 |

### Amenaza por Lahares
Los lahares, o flujos de escombros volcánicos, representan una amenaza significativa en el área del volcán Sotará, ya que pueden generarse tanto durante las erupciones como posteriormente, mediante la remoción de materiales sueltos por acción del agua. Se forman cuando agua —proveniente de lluvia, ríos, deshielos o explosiones— se mezcla con sedimentos volcánicos, produciendo flujos densos y destructivos que pueden viajar a gran velocidad por los drenajes que nacen en el volcán. Su comportamiento depende del volumen de agua y material incorporado, pudiendo alcanzar velocidades superiores a 200 km/h en zonas de alta pendiente, con capacidad para arrasar estructuras e inundar áreas distantes. Los lahares se clasifican según su concentración de sólidos, desde flujos de escombros muy viscosos hasta flujos hiperconcentrados más fluidos, y pueden presentar transiciones internas entre tipos. Simulaciones hidrodinámicas (FLO-2D) han permitido delimitar zonas de amenaza alta, como los valles de los ríos Quilcacé, Negro, Blanco y Majuas. Estas simulaciones muestran que localidades como Las Vegas, La Truchera y El Churo podrían experimentar alturas de inundación de hasta 34 m, mientras que flujos por el oeste y sureste del volcán afectarían zonas rurales de Cauca y Huila, alcanzando distancias de hasta 60 km desde el edificio volcánico 